# مجلس النقل والاتصالات والطاقة
مجلس النقل والاتصالات والطاقة (بالإنجليزية: Transport, Telecommunications and Energy Council)‏ المعروف اختصاراً بـ TTE هو أحد تشكيلات مجلس الاتحاد الأوروبي يتكون من وزراء النقل والطاقة والاتصالات. يعتمد عدد الاجتماعات في السنة وتركيبتها على جدول الأعمال:
- يجتمع وزراء النقل عادة أربع مرات في السنة
- يجتمع وزراء الطاقة ثلاث أو أربع مرات في السنة
- وزراء الاتصالات يجتمعون مرتين في السنة

يهدف هذا التشكيل للمجلس إلى تحقيق أهداف الاتحاد الأوروبي في مجالات النقل والاتصالات والطاقة، على سبيل المثال إنشاء أسواق وبنية أساسية حديثة وتنافسية وفعالة، وإنشاء شبكات نقل واتصالات وطاقة عبر أوروبا. تم إنشاء المجلس في يونيو 2002 بعد دمج ثلاثة مجالات سياسية في تشكيل واحد.